# 세베시

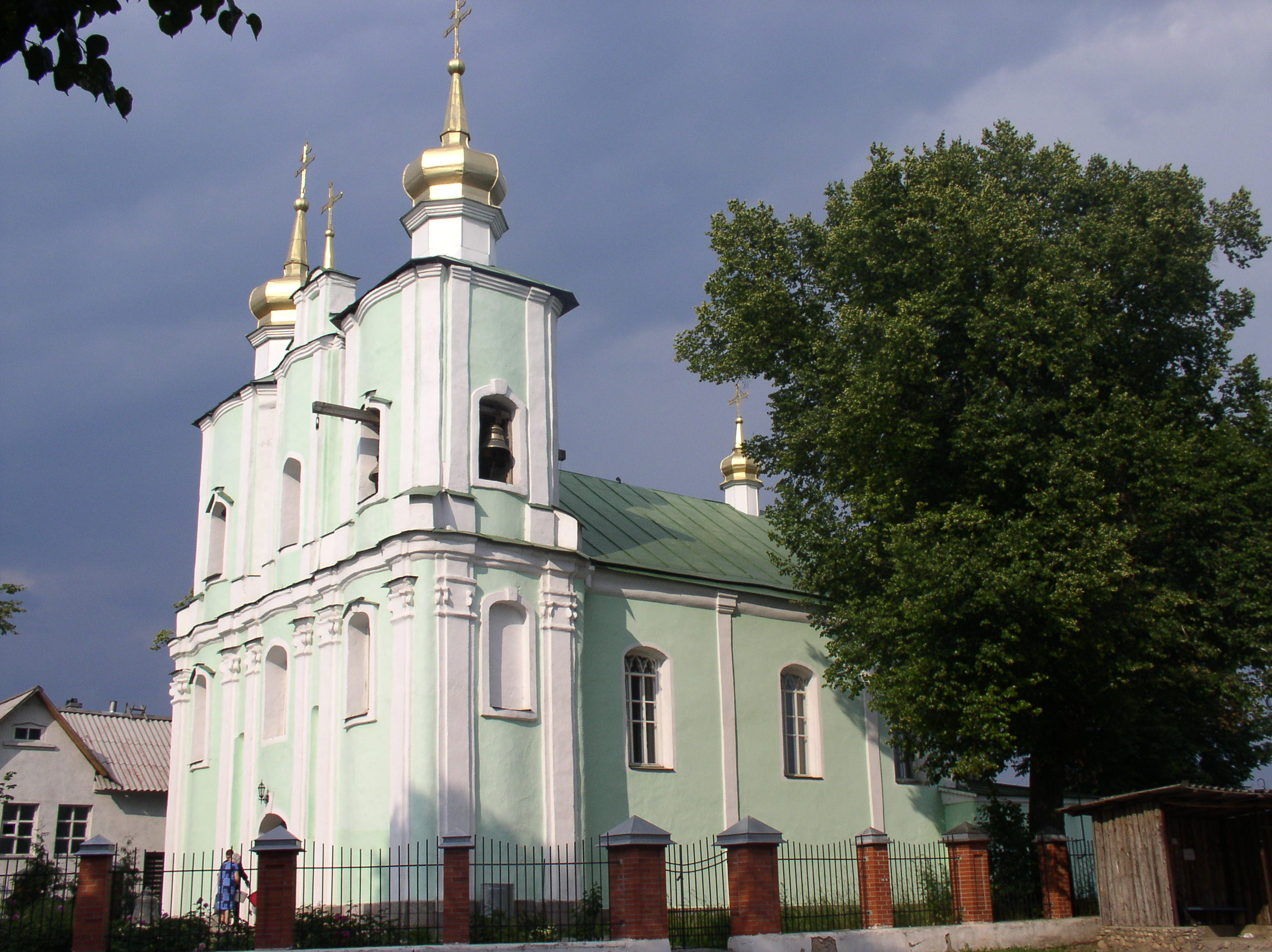
세베시 성 삼위일체 성당

세베시(러시아어: Се́беж)는 러시아 프스코프주 남서부에 위치한 도시로, 인구는 6,246명(2021년 기준)이다. 프스코프(프스코프 주의 주도)에서 남서쪽으로 189km 정도 떨어진 곳에 위치한다.
1414년 문헌에 처음 등장하며 당시 리투아니아 군대에 포위되어 있었다고 전해진다. 1772년 시로 승격되었다.